# Branchenabgeordneter
Als Branchenabgeordnete werden Parlamentarier (Abgeordnete) bezeichnet, die sich auf ein bestimmtes Themenfeld spezialisiert haben.
Sie sitzen in den relevanten Ausschüssen und pflegen ihre Kontakte zu zuständigen Ministerien und den betroffenen Interessengruppen. Typische Tätigkeitsfelder von Branchenabgeordneten liegen vor allem dort, wo erhebliche öffentliche Mittel fließen, also in der Infrastruktur-, Verteidigungs-, Gesundheits-, Bildungs- und Sozialpolitik. Sie konzentrieren sich auf Branchen, die stark von öffentlichen Investitionen oder politischen Entscheidungen abhängen, also Bauwirtschaft, Post und Telekommunikation (sofern diese nicht privatisiert sind), Energieerzeugung, Luftfahrt, Pharmaindustrie und Landwirtschaft.
Entsprechend spezialisierte Abgeordnete sind in allen Parlamenten zu finden. Geprägt wurde dieser Begriff vor allem von Politikwissenschaftlern, die sich mit Japan beschäftigen, da solche Branchenabgeordneten im japanischen Parlament einen entscheidenden Machtfaktor darstellen.

## In der japanischen Politik
Im japanischen werden Branchenabgeordnete als zoku-giin (族議員) bezeichnet. Die japanische Bezeichnung stammt daher, dass sich Abgeordnete, die sich auf einen Politikbereich spezialisierten, zu Gruppen (族, zoku) zusammenschlossen. In englischen Texten findet man bisweilen die sehr wörtliche Übersetzung tribal dietmember. Als Einflussfaktor traten sie das erste Mal in den 1970er Jahren auf. Einer der ersten war Tanaka Kakuei, der spätere Premierminister. Die zoku entstanden dabei als parallele Struktur zu den Faktionen.
Hauptsächlich aktiv sind die japanischen Branchenabgeordneten im Policy Research Council der LDP, die Abteilung der Partei, die alle Gesetzesinitiativen der LDP-Abgeordneten durchlaufen müssen. Sie sitzen natürlich ebenfalls in den entsprechenden parlamentarischen Ausschüssen. Amakudari, also der Wechsel zwischen Wirtschaft, Ministerium und Abgeordnetenhaus ist unter diesen Abgeordneten eine übliche Praxis. Dadurch entsteht ein dichtes Netz persönlicher Kontakte im „Machtdreieck“ der japanischen Politik. Der enge Kontakt zu den Interessenverbänden ihrer Branche sichert diesen Abgeordneten auch eine ausreichende Menge an Spendengeldern, um die in Japan sehr teure Wahlkreispflege durchführen zu können.